# Parc des Princes
Der Parc des Princes (deutsch Prinzenpark) ist ein Rugby- und Fußballstadion in der französischen Hauptstadt Paris im 16. Arrondissement, das heute überwiegend vom Fußballclub Paris Saint-Germain genutzt wird und bei Ligaspielen Platz für rund 49.000 Zuschauer bietet. Die UEFA stuft die Sportstätte in die Stadionkategorie 4 ein. Seit der Eröffnung des Stade de France im Jahr 1998 hat der Prinzenpark seinen Status als Nationalstadion verloren.

## Geschichte

Luftaufnahme 2016 mit dem Stade Jean-Bouin im Hintergrund

Das ursprüngliche Stadion hieß Stade vélodrome du Parc des Princes und wurde im Juli 1897 als Radrennbahn mit einer 666 Meter langen Betonpiste eröffnet. Direktor war zeitweise Henri Desgrange. Im Jahr 1900 wurden dort die Bahn-Radweltmeisterschaften ausgetragen. Von 1903 bis 1967 endete die Tour de France im Prinzenpark-Velodrom. Im Juli 1967 wurde die Radrennbahn abgerissen.
Seit 1899 finden dort auch Fußballspiele statt, ab 1919 zudem zahlreiche Endspiele um den französischen Pokal. 1932 wurde es auf ein Fassungsvermögen von 45.000 Zuschauern erweitert. Das Stadion war auch zur Fußball-Weltmeisterschaft 1938 Schauplatz für drei Begegnungen, u. a. das Halbfinale Ungarn gegen Schweden (5:1). Einige der großen Pariser Klubs wie Racing Club (seit 1932) und Stade Français (ab 1945) trugen hier bis in die 1960er Jahre ihre Heimspiele aus.
Nach einem kompletten Umbau unter Federführung des französischen Architekten Roger Taillibert wurde das Stadion 1972 wiedereröffnet.
Während der Fußball-Weltmeisterschaft 1998 wurden in diesem Stadion sechs Begegnungen ausgetragen, darunter der 2:0-Vorrunden-Sieg der deutschen Nationalmannschaft gegen die USA sowie das Spiel um den Platz 3 (kleines Finale). Ebenso wurden während der Rugby-Union-Weltmeisterschaft 1991 und Rugby-Union-Weltmeisterschaft 2007 Partien im Stadion ausgetragen.
Der Parc des Princes war sechs Mal Austragungsort von Europapokal-Endspielen. Im Jahr 1956 fand hier das Finale des erstmals durchgeführten Europacup der Landesmeister, dem Vorläufer der heutigen UEFA Champions League, statt. Der Prinzenpark war eines von neun Stadien für die Fußball-Weltmeisterschaft der Frauen 2019.
Das 80 Meter hohe Stadion gehört der Stadt Paris und ist langfristig an eine Betriebsgesellschaft verpachtet, die zum Konzern Qatar Investment Authority gehört. Das von der UEFA für den Parc des Princes zugelassene Fassungsvermögen beträgt 44.283 Zuschauer.
Der Club Paris Saint-Germain plant den Ausbau des Stadions. Dies werde aber nicht vor den Olympischen Sommerspielen und den Sommer-Paralympics, die 2024 in Paris stattfinden, geschehen. Der Prinzenpark ist als ein Spielort der olympischen Fußballturniere vorgesehen. Die Planungen gehen bisher dahin, es auf 60.000 Plätze auszubauen. Bei der Vorstellung des Neuzugangs Lionel Messi im August 2021 erklärte der Präsident von PSG, Nasser Al-Khelaifi, dass ein Fassungsvermögen von 80.000 Zuschauern angestrebt wird. Durch seine Lage (direkt neben dem Stade Jean-Bouin und über der Stadtautobahn Boulevard périphérique sowie von weiteren Straßen und Gebäuden umgeben) und die Konstruktion (spezielle Betonbewehrung der miteinander verbundenen Bögen, die erhalten bleiben müssen) gestaltet sich der Ausbau schwierig. Darüber hinaus gehört das denkmalgeschützte Stadion der Stadt und nicht dem Club. Des Weiteren müsste eine Finanzierung der Umbauten vereinbart werden. Es ist gegenwärtig nicht absehbar, ob ein Ausbau über 60.000 Plätze technisch möglich wäre.
Im Februar 2024 kündigte Nasser Al-Khelaifi an, den Parc des Princes zu verlassen und es werde überprüft, ein eigenes Stadion zu bauen, nachdem ein Kauf des Stadions zuvor abgelehnt wurde. Ein Kauf des Stadions wäre nötig, um die Arena von 48.000 auf 60.000 Zuschauer zu erweitern.

## Spiele bei internationalen Turnieren

### Spiele zur Fußball-Weltmeisterschaft 1938
Drei Spiele der Fußball-Weltmeisterschaft 1938 wurden im Parc des Princes ausgetragen:
|                                                 |   |                 |                      |
| 4. Juni 1938, Achtelfinale                      |   |                 |                      |
| Schweiz                                         | – | Deutsches Reich | 1:1 n. V. (1:1, 1:1) |
| 9. Juni 1938, Achtelfinale (Wiederholungsspiel) |   |                 |                      |
| Schweiz                                         | – | Deutsches Reich | 4:2 (1:2)            |
| 16. Juni 1938, Halbfinale                       |   |                 |                      |
| Ungarn                                          | – | Schweden        | 5:1 (3:1)            |

### Spiele zur Rugby-League-Weltmeisterschaft 1954
Bei der ersten Rugby-League-Weltmeisterschaft 1954 wurden das Eröffnungsspiel und das Endspiel im Parc des Princes ausgetragen.
|                               |   |                        |              |
| 30. Oktober 1954, Erste Runde |   |                        |              |
| Frankreich                    | – | Neuseeland             | 22:13 (12:8) |
| 13. November 1954, Endspiel   |   |                        |              |
| Frankreich                    | – | Vereinigtes Königreich | 12:16 (4:8)  |

### Spiele zur Fußball-Europameisterschaft 1960
Bei der ersten Fußball-Europameisterschaft 1960 wurden ein Halbfinale und das Endspiel im Parc des Princes ausgetragen:
|                          |   |             |                      |
| 6. Juli 1960, Halbfinale |   |             |                      |
| Frankreich               | – | Jugoslawien | 4:5 (2:1)            |
| 10. Juli 1960, Endspiel  |   |             |                      |
| Sowjetunion              | – | Jugoslawien | 2:1 n. V. (1:1, 0:1) |

### Spiele zur Rugby-League-Weltmeisterschaft 1972
Bei der Rugby-League-Weltmeisterschaft 1972 wurde ein Vorrundenspiel im Prinzenpark durchgeführt.
|                                |   |            |     |
| 1. November 1972, Zweite Runde |   |            |     |
| Australien                     | – | Neuseeland | 9:5 |

### Spiele zur Fußball-Europameisterschaft 1984
Bei der Fußball-Europameisterschaft 1984 wurden drei Spiele, darunter das Endspiel im Prinzenpark ausgetragen:
|                         |   |          |           |
| 12. Juni 1984, Vorrunde |   |          |           |
| Frankreich              | – | Dänemark | 1:0 (0:0) |
| 20. Juni 1984, Vorrunde |   |          |           |
| BR Deutschland          | – | Spanien  | 0:1 (0:0) |
| 27. Juni 1984, Endspiel |   |          |           |
| Frankreich              | – | Spanien  | 2:0 (0:0) |

### Spiele zur Rugby-Union-Weltmeisterschaft 1991
Obwohl England Gastgeber der Rugby-Union-Weltmeisterschaft 1991 war, wurden auch Spiele in Frankreich durchgeführt, darunter ein Viertelfinale im Parc des Princes.
|                                 |   |         |       |
| 19. Oktober 1991, Viertelfinale |   |         |       |
| Frankreich                      | – | England | 10:19 |

### Spiele zur Fußball-Weltmeisterschaft 1998
Sechs Spiele der Fußball-Weltmeisterschaft 1998, darunter das Spiel um Platz 3, trug man im Parc des Princes aus:
|                                 |   |                    |           |
| 15. Juni 1998, Vorrunde         |   |                    |           |
| Deutschland                     | – | Vereinigte Staaten | 2:0 (1:0) |
| 19. Juni 1998, Vorrunde         |   |                    |           |
| Nigeria                         | – | Bulgarien          | 1:0 (1:0) |
| 21. Juni 1998, Vorrunde         |   |                    |           |
| Argentinien                     | – | Jamaika            | 5:0 (1:0) |
| 25. Juni 1998, Vorrunde         |   |                    |           |
| Belgien                         | – | Südkorea           | 1:1 (1:0) |
| 27. Juni 1998, Achtelfinale     |   |                    |           |
| Brasilien                       | – | Chile              | 4:1 (3:0) |
| 11. Juli 1998, Spiel um Platz 3 |   |                    |           |
| Niederlande                     | – | Kroatien           | 1:2 (1:2) |

### Spiele zur Rugby-Union-Weltmeisterschaft 2007
Fünf Spiele der Rugby-Union-Weltmeisterschaft 2007, darunter das Spiel um Platz 3, wurden im Prinzenpark durchgeführt:
|                                    |   |             |       |
| 9. September 2007, Vorrunde        |   |             |       |
| Südafrika                          | – | Samoa       | 59:7  |
| 19. September 2007, Vorrunde       |   |             |       |
| Italien                            | – | Portugal    | 31:5  |
| 28. September 2007, Vorrunde       |   |             |       |
| England                            | – | Tonga       | 36:20 |
| 30. September 2007, Vorrunde       |   |             |       |
| Irland                             | – | Argentinien | 15:30 |
| 19. Oktober 2007, Spiel um Platz 3 |   |             |       |
| Frankreich                         | – | Argentinien | 10:34 |

### Spiele zur Fußball-Europameisterschaft 2016
Anlässlich der Fußball-Europameisterschaft 2016 in Frankreich fanden im Parc des Princes insgesamt fünf Spiele statt.
|                             |   |             |           |
| 12. Juni 2016, Vorrunde     |   |             |           |
| Türkei                      | – | Kroatien    | 0:1 (0:1) |
| 15. Juni 2016, Vorrunde     |   |             |           |
| Rumänien                    | – | Schweiz     | 1:1 (1:0) |
| 18. Juni 2016, Vorrunde     |   |             |           |
| Portugal                    | – | Österreich  | 0:0       |
| 21. Juni 2016, Vorrunde     |   |             |           |
| Nordirland                  | – | Deutschland | 0:1 (0:1) |
| 25. Juni 2016, Achtelfinale |   |             |           |
| Wales                       | – | Nordirland  | 1:0 (0:0) |

### Spiele der Fußball-Weltmeisterschaft der Frauen 2019
Sieben Partien der Fußball-Weltmeisterschaft der Frauen 2019, darunter das Eröffnungsspiel mit dem Gastgeber, wurden im Parc des Princes ausgespielt.
|                              |   |                     |           |
| 7. Juni 2019, Gruppe A       |   |                     |           |
| Frankreich                   | – | Südkorea            | 4:0 (3:0) |
| 10. Juni 2019, Gruppe D      |   |                     |           |
| Argentinien                  | – | Japan               | 0:0       |
| 13. Juni 2019, Gruppe B      |   |                     |           |
| Südafrika                    | – | Volksrepublik China | 0:1 (0:1) |
| 16. Juni 2019, Gruppe F      |   |                     |           |
| Vereinigte Staaten           | – | Chile               | 3:0 (3:0) |
| 19. Juni 2019, Gruppe D      |   |                     |           |
| Schottland                   | – | Argentinien         | 3:3 (1:0) |
| 24. Juni 2019, Achtelfinale  |   |                     |           |
| Schweden                     | – | Kanada              | 1:0 (0:0) |
| 28. Juni 2019, Viertelfinale |   |                     |           |
| Frankreich                   | – | Vereinigte Staaten  | 1:2 (0:1) |

## Konzerte
Eine Auswahl der Künstler und Bands, die im Parc des Princes seit 1980 auftraten.

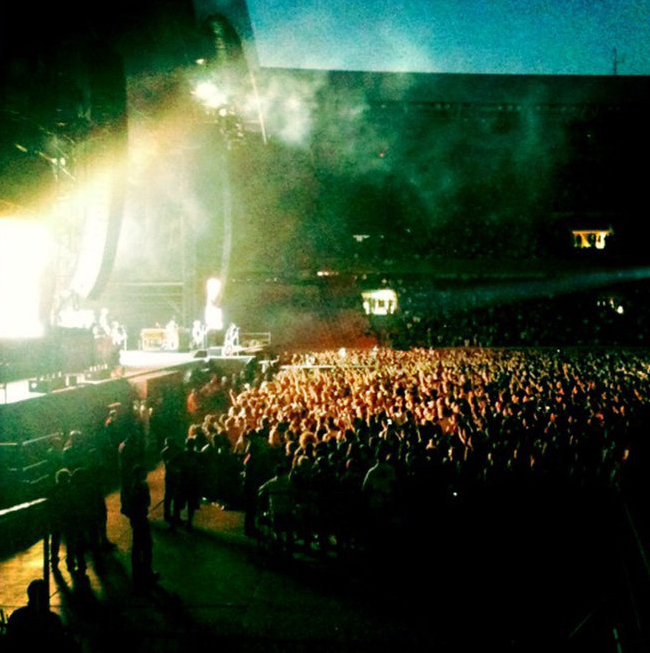
Konzert von Green Day im Parc des Princes (2010)

- Michael Jackson (27. und 28. Juni 1988)
- The Rolling Stones (22., 23. und 25. Juni 1990)
- Johnny Hallyday (18.,19. und 20. Juni 1993)
- David Bowie (14. Juni 1997)
- Michael Jackson (27. und 29. Juni 1997)
- U2 (Placebo) (6. September 1997)
- Johnny Hallyday (10., 11., 14. und 15. Juni 2003)
- Red Hot Chili Peppers (15. Juni 2004)
- Metallica (23. Juni 2004)
- Iron Maiden (25. Juni 2005)
- Robbie Williams (27. Juni 2006)
- Muse (23. Juni 2007)
- Genesis (30. Juni 2007)
- Red Hot Chili Peppers (6. Juli 2007)
- Tokio Hotel (21. Juni 2008)
- Bruce Springsteen (27. Juni 2008)
- Mika (4. Juli 2008)
- Coldplay (7. September 2009)
- Suprême NTM (19. Juni 2010)
- Green Day (26. Juni 2010)

## Verkehrsanbindung
Zu erreichen ist der Prinzenpark über die Pariser Stadtautobahn dem Boulevard périphérique sowie die Autobahn A 13.
Mit öffentlichen Verkehrsmitteln ist das Stadion über die Métro erreichbar:
 Linie 9 Pont de Sèvres – Mairie de Montreuil, Station Porte de Saint-Cloud
 Linie 10 Pont de Saint-Cloud – Gare d'Austerlitz, Station Porte d'Auteuil

## Galerie

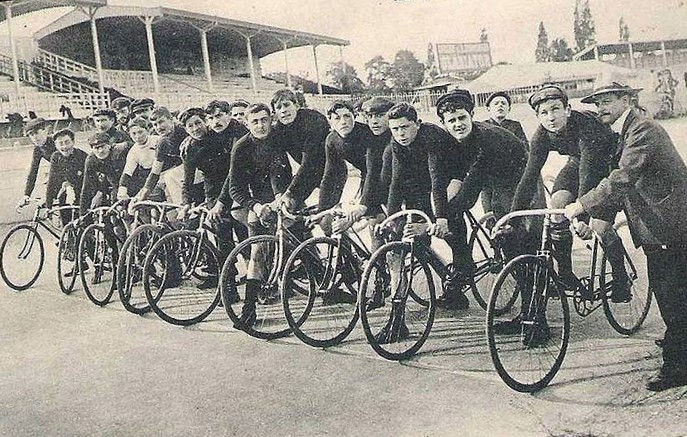
Das Vélodrome Parc des Princes (um 1900)
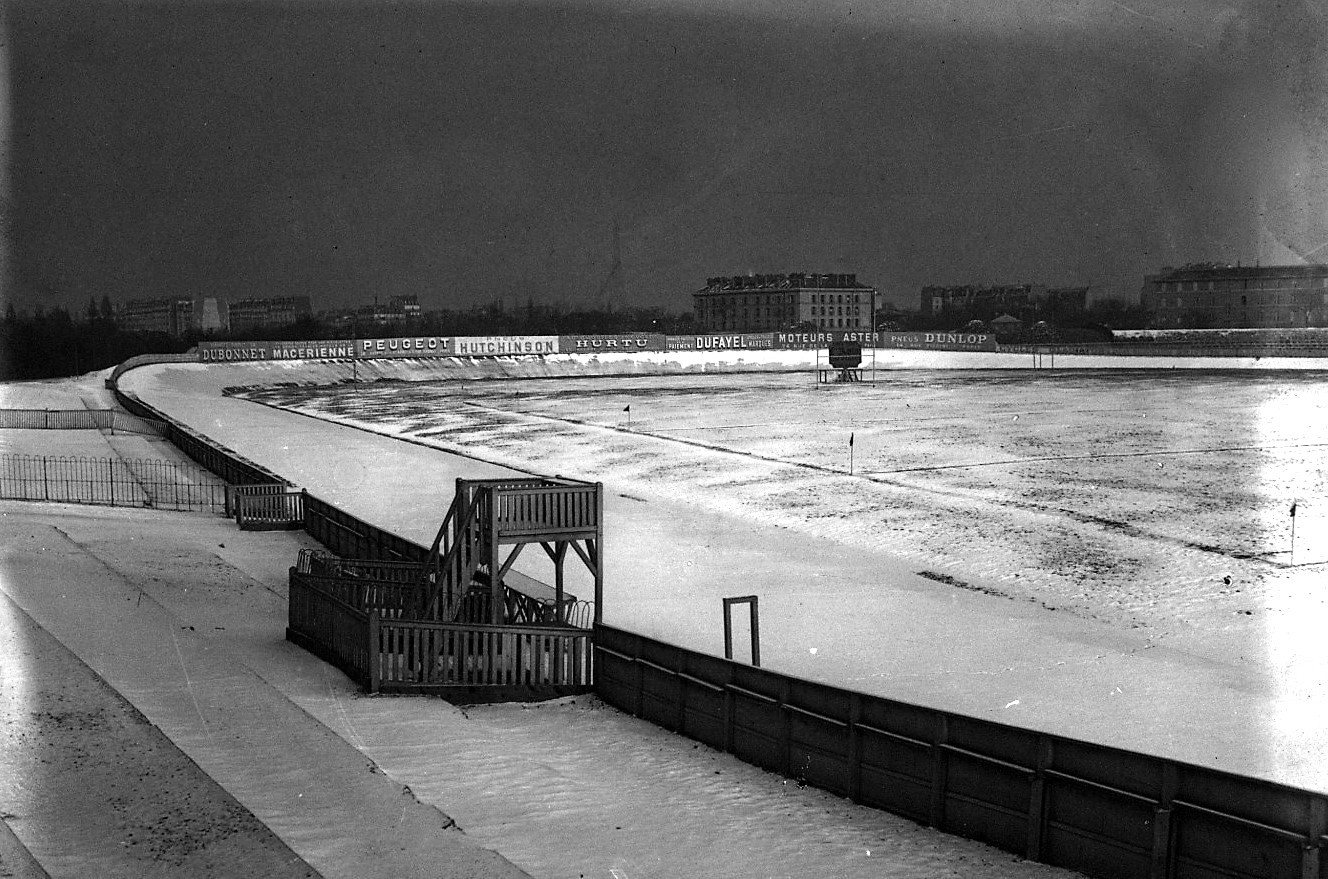
Blick in den ersten Parc des Princes unter einer leichten Schneedecke im Winter 1908
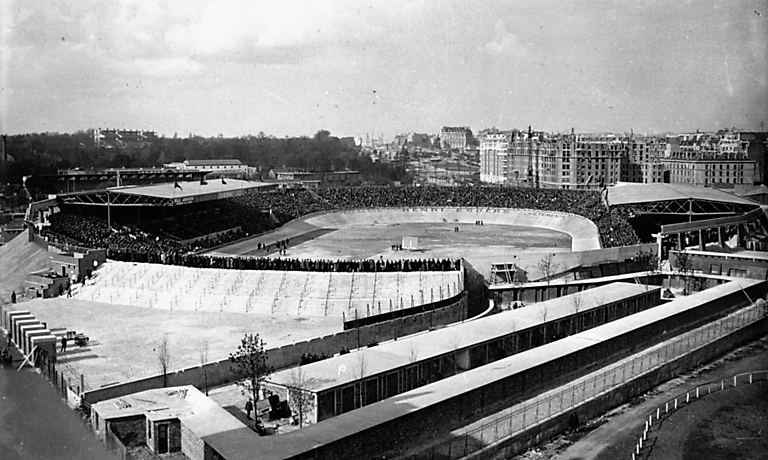
Der Parc des Princes 1932 mit Radrennbahn
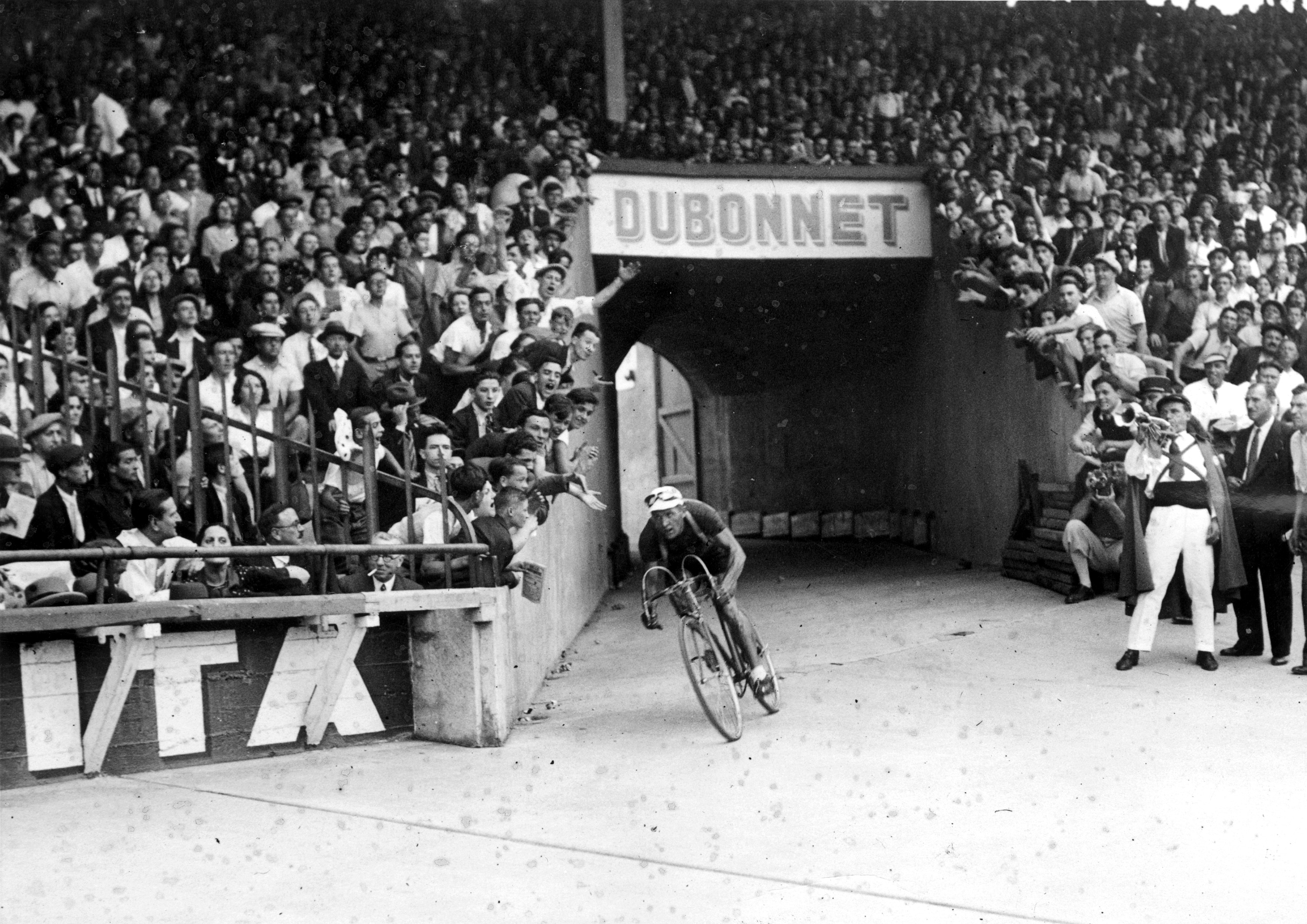
Ankunft des belgischen Radrennfahrers Romain Maes im Prinzenparkstadion, Gewinner der Etappe Caen nach Paris bei der Tour de France 1935
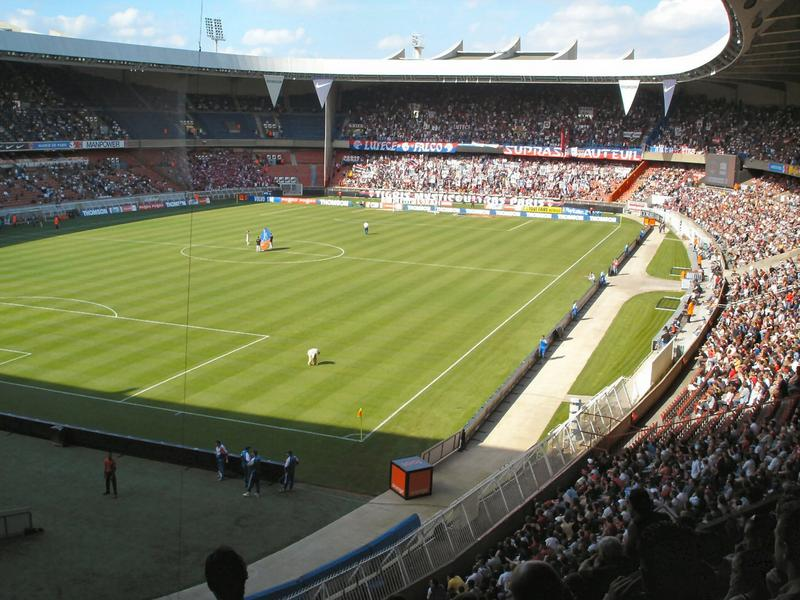
Atmosphäre im Parc des Princes bei der Partie PSG gegen SM Caen (August 2004)
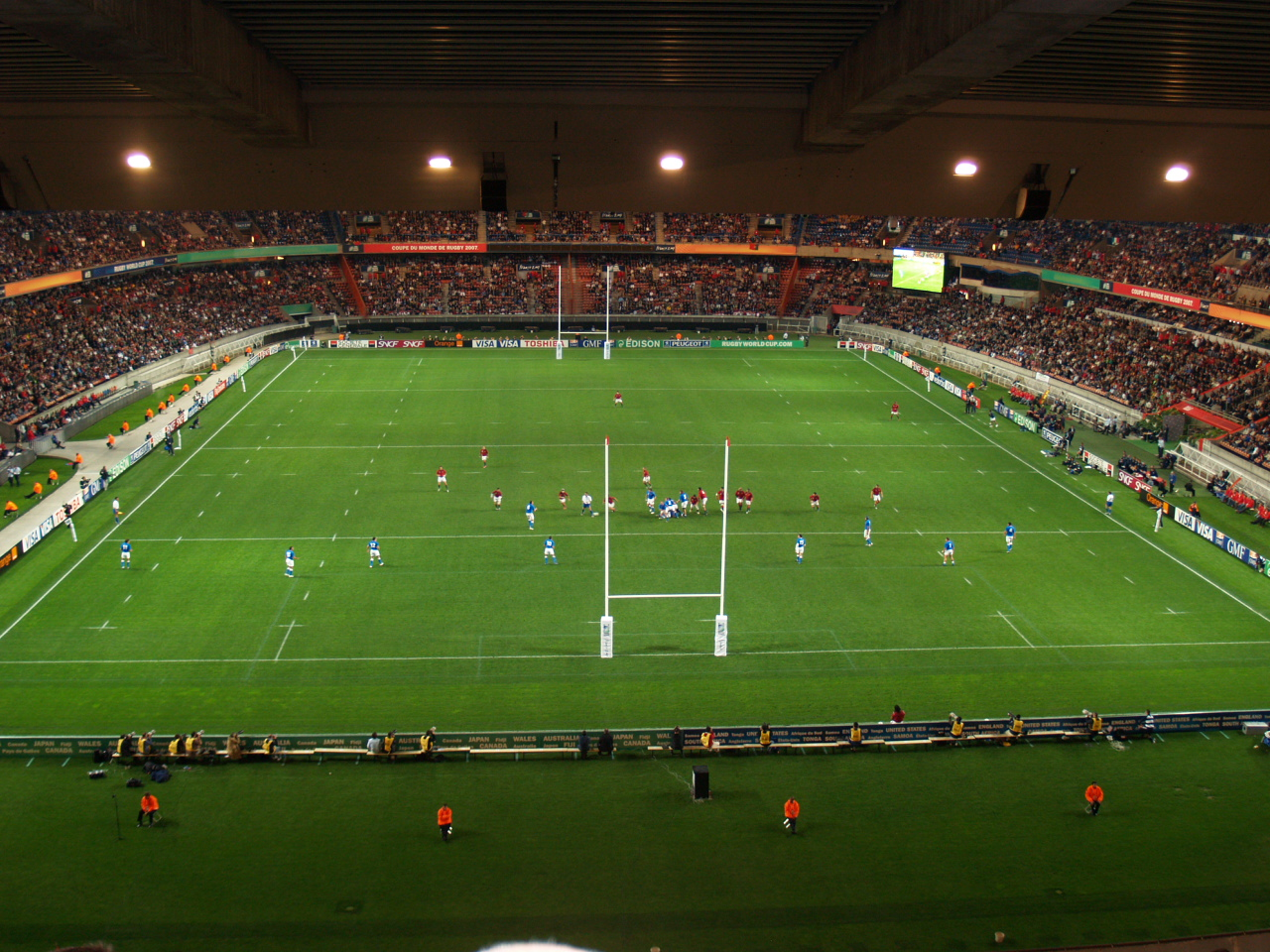
Gruppenspiel der Rugby-Union-Weltmeisterschaft 2007 zwischen Italien und Portugal (31:5)
Außenansicht (Mai 2008)
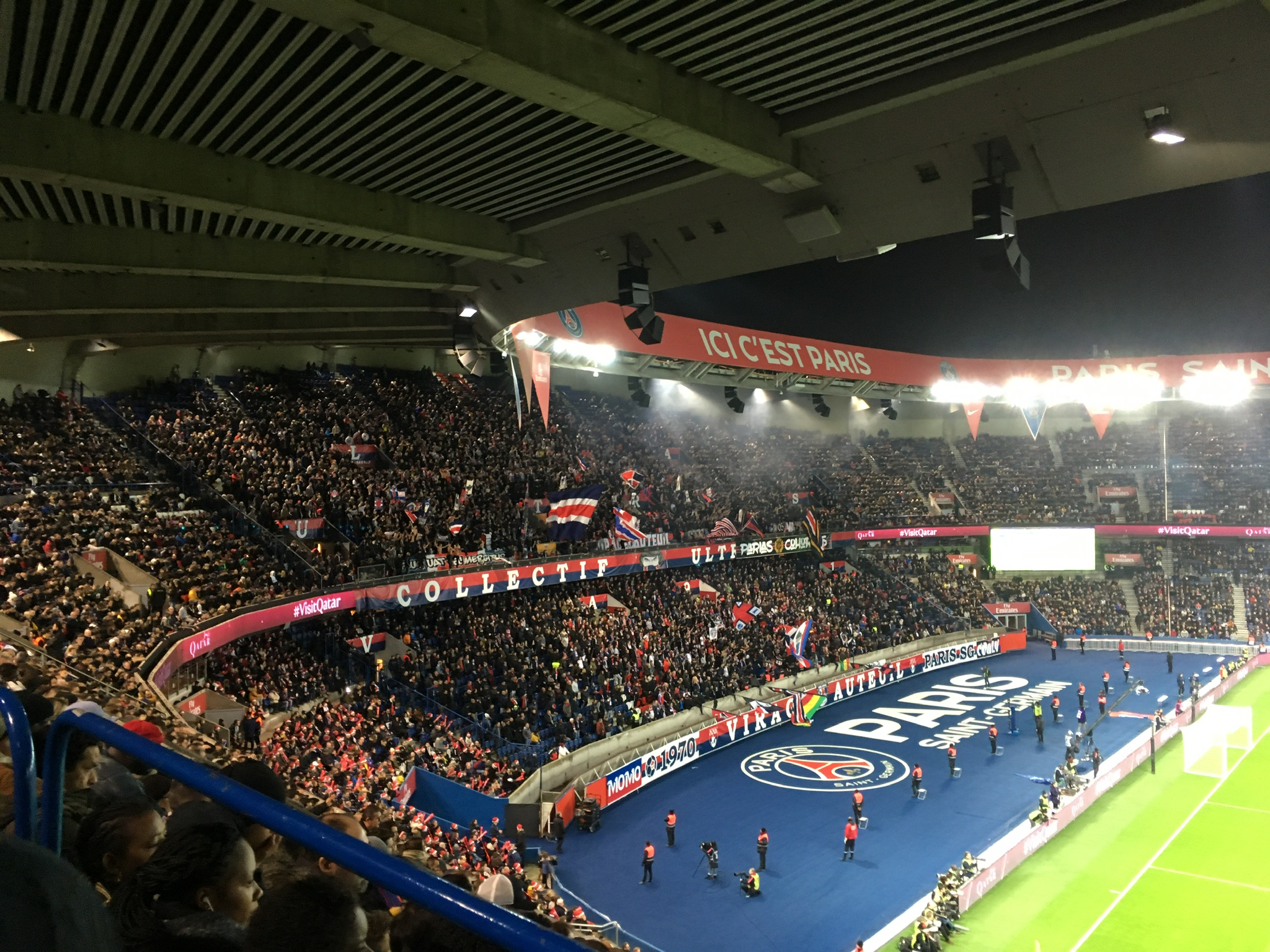
Die Ultras von Paris Saint-Germain (2018)